# Prix de Berne
Le Prix de Berne était une course automobile de voiturette puis sous la réglementation de la Formule 2, qui eut lieu entre 1934 et 1952.

## Palmarès
| Année | Vainqueur        | Voiture       | Catégorie        | Résultats |
| ----- | ---------------- | ------------- | ---------------- | --------- |
| 1934  | Richard Seaman   | MG            | Voiturette       | Résultats |
| 1935  | Richard Seaman   | ERA           | Voiturette       | Résultats |
| 1936  | Richard Seaman   | ERA           | Voiturette       | Résultats |
| 1937  | Emilio Villoresi | Maserati      | Voiturette       | Résultats |
| 1938  | Armand Hug       | Maserati      | Voiturette       | Résultats |
| 1939  | Hermann Lang     | Mercedes-Benz | Voiturette       | Résultats |
| 1950  | Raymond Sommer   | Ferrari       | Formule 2        | Résultats |
| 1952  | Karl Kling       | Daimler-Benz  | Voiture de sport | Résultats |